# Harald Ström (arkitekt)
Karl Harald Ström, född 7 juni 1924 i Gävle, död 13 juni 2004 i Stenstorps församling, Västra Götalands län, var en svensk arkitekt.
Ström, som var son till länsassessor Erik Ström och Dagmar Kocken, avlade studentexamen 1943 och utexaminerades från Kungliga Tekniska högskolan 1950. Han anställdes hos arkitekt Ville Tommos 1950, bedrev egen arkitektverksamhet från 1954 och var verkställande direktör i Ström och Båge Arkitektkontor AB från 1959 (tillsammans med Einar Båge). Från mitten av 1960-talet var han under en längre period verksam i Sundsvall. Han var även klarinettist i Stockholms Akademiska Orkester. Ström är gravsatt i minneslunden på Stenstorps kyrkogård.